# Aegidinus crypticus
Aegidinus crypticus är en skalbaggsart som beskrevs av Colby 2009. Aegidinus crypticus ingår i släktet Aegidinus och familjen Hybosoridae. Inga underarter finns listade i Catalogue of Life.